# Pai (huyện)
Pai (tiếng Thái: ปาย) là huyện (amphoe) cực đông bắc của tỉnh Mae Hong Son, phía bắc Thái Lan.

## Địa lý
Các huyện giáp ranh (từ phía tây theo chiều kim đồng hồ): Mueang Mae Hong Son, Pangmapha của tỉnh Mae Hong Son, bang Shan của Myanmar, Wiang Haeng, Chiang Dao, Mae Taeng, Samoeng và Mae Chaem của tỉnh Chiang Mai.
Sông chính ở huyện này là Pai và Khong.

## Hành chính
Huyện này được chia thành 7 phó huyện (tambon), các đơn vị này lại được chia ra thành 66 làng (muban). Pai là thị trấn (thesaban tambon) và nằm trên một số khu vực của tambon Wiang Tai. Có 7 Tổ chức hành chính tambon.
| STT | Tên          | Tên tiếng Thái | Số làng | Dân số |  |
| --- | ------------ | -------------- | ------- | ------ |  |
| 1.  | Wiang Tai    | เวียงใต้         | 8       | 6.493  |  |
| 2.  | Wiang Nuea   | เวียงเหนือ       | 10      | 3.727  |  |
| 3.  | Mae Na Toeng | แม่นาเติง        | 14      | 6.417  |  |
| 4.  | Mae Hi       | แม่ฮี้            | 6       | 2.835  |  |
| 5.  | Thung Yao    | ทุ่งยาว          | 12      | 3.990  |  |
| 6.  | Mueang Paeng | เมืองแปง        | 9       | 3.198  |  |
| 7.  | Pong Sa      | โป่งสา          | 7       | 2.866  |  |